# Yo y las bestias
Yo y las bestias es una película venezolana de 2021 dirigida por Nico Manzano. La película fue el largometraje debut del director. Fue galardonada con cinco premios en el Festival del Cine Venezolano de 2022, incluyendo mejor película, mejor director y mejor banda sonora, y fue incluida en la lista de las “mejores películas latinoamericanas de 2022” de Cinema Tropical

## Sinopsis
La película sigue a Andrés Bravo (Jesús Nunes), un científico joven y solitario con sueños de músico que decide salirse de su banda, Los Pijamistas, después de enterarse de que sus compañeros aceptaron tocar en el festival Suena Caracas. Andrés comienza su carrera como solista y se enfrenta a varios de los obstáculos de la crisis en Venezuela, incluyendo el exilio, la hiperinflación, y los cortes de electricidad.La historia de la película está ambientada en 2016.

## Elenco
- Jesús Nunes como Andrés Bravo

## Producción
El director Nico Manzano explica en una entrevista que la idea de la película surgió de un sonido que obtuvo mientras producía el álbum musical The River con Nika Kvaratskhelia. Dicho sonido definió la estética sonora de la banda con la que tocaron en Barcelona, España, entre 2011 y 2013. Cuando Manzano regresó a Venezuela en 2013, el disco se quedó sin terminar a la mitad. Dos canciones de la película fueron compuestas durante ese periodo sin conocer que serían incluidas en un largometraje. En cuanto a la paleta de colores, Nico citó como inspiración a las salinas de Las Cumaraguas, en Paraguaná, y al pintor venezolano Ramón Vásquez Brito, además de la influencia de artistas como Carlos Cruz-Diez y Jesús Soto.El director Yorgos Lanthimos fue mencionado como influencia para la dirección, mientras que Hong Sang-soo como aquella para humor incómodo.
Manzano conoció al actor principal, Jesús Nunes, después de asistir a la obra de teatro Se hunde el barco, escrita y dirigida por Fernando Azpúrua y Oswaldo Maccio, donde Jesús era uno de los protagonistas. Jesús posteriormente recibió la llamada de la producción de la película para realizar el primer casting. Al no ser músico, Jesús recibió la tutoría de Max Manzano, el hermano del director, durante varios meses, aprendiendo a tocar la guitarra.El director dice haber tomado entre tres y cuatro meses para escribir el guion.
El rodaje de la película empezó en 2017, el cual debió adaptarse a los factores de la crisis en Venezuela, incluyendo protestas, hiperinflación y migración.La película se grabó entre La Guaira, Caracas y Paraguaná. Al contar con pocos recursos, Manzano decidió rodar con pocos planos, posiblemente alrededor de cien, y al final se utilizaron aproximadamente ochenta y siete. El diseño sonoro se realizó durante 2018.Además de contar con música original producida por el director y Nika Elia, también tuvo colaboraciones de Diego García, Gael Gaviota y Luis “Tafio” Méndez, además de una participación especial de Jorge “Pepino” González.

## Recepción
Yo y las bestias ha sido elogiada por su historia, su dirección, su fotografía y las actuaciones. La película resultó ganadora de tres de los seis premios de posproducción otorgados por Ventana Sur 2020. Luego de culminar la película gracias a los galardones, se produce en una misma semana su estreno mundial y latinoamericano, en la selección oficial del Festival Internacional de Cine de Mar del Plata 2021, en Argentina, y Tallin Black Nights FF 2021, en Estonia.La película también fue presentada en los festivales Belo Horizonte, en Brasil; Chicago Latino; Norient Film Festival, en Suiza; Neighboring Scenes: New Latin American Cinema (Nueva York); Cine Las Américas International (Texas) y Cartagena (Colombia), entre otros.
Luego de diversos festivales y muestras posteriores en Francia, Estados Unidos, Polonia, Colombia, Suiza, Brasil y México, la ópera prima de Nico Manzano se alzó con el premio al mejor director en el Festival Internacional de Kimolos 2022, en Grecia, el trofeo de la audiencia en el Festival Rizoma 2022, en España, mejor película y mejor banda sonora en el Soundscreen Film Festival 2022, en Italia, y fue premiada con cinco estatuillas en el Festival del Cine Venezolano 2022, incluyendo mejor película, mejor director y mejor banda sonora. Además, fue incluida en la lista de las “mejores películas latinoamericanas de 2022” de Cinema Tropical, organización sin fines de lucro dedicada a la promoción del cine latinoamericano.